# The Amazing Bud Powell
The Amazing Bud Powell, наричан още The Amazing Bud Powell, Vol. 1, е албум на джаз пианиста Бъд Пауъл. За първи път е издаден от компанията Блу Ноут през април 1952 година, когато е пуснат като 10-инчов винил. Влиза в слабо свързана поредица, където място намират The Amazing Bud Powell, Vol. 2 (1954) и Bud! The Amazing Bud Powell (Vol. 3) (1957), всичките издадени от Блу Ноут.
В албума са документирани две звукозаписни сесии. В първата, записана на 9 август 1949 г., Пауъл свири в квинтет (с Фатс Наваро, Сони Ролинс, Томи Потър и Рой Хейнс), и в трио (с Потър и Хейнс).
Във втората, датираща от 1 май 1951 година, Пауъл свири в трио с Кърли Ръсъл и Макс Роуч, както и като солов артист.
Албумът е един от най-ценените сред Пауъловите творби. Един от върховете му е композицията Un Poco Loco (Малко луд), определена като носеща музикална и културна значимост.
Албумът е ремастериран и преиздаден на компактдиск през 1989 г., като са добавени допълнителни версии. Този албум е наличен, също така, в първия диск на The Complete Blue Note and Roost Recordings, издаден от Руст Рекърдс (1947 година) и представляващ четиридисков бокс сет (комплект). Албумът е ремастериран през 2001 година от Руди Ван Гелдър и получава повторно издаване като част от серията АрВиДжи Едишън, като той е допълнително разширен и преорганизиран.